# تپه قلعه حماملو
تپه قلعه حماملو مربوط به مفرغ- هزاره اول قبل از میلاد است و در شهرستان ورزقان، بخش مرکزی، دهستان ازومدل جنوبی، چسبیده به ضلع شرقی روستای حماملو واقع شده و این اثر در تاریخ ۱۸ اسفند ۱۳۸۷ با شمارهٔ ثبت ۲۵۲۱۸ به‌عنوان یکی از آثار ملی ایران به ثبت رسیده است.